# Tro-Bro Léon 2007
Il Tro-Bro Léon 2007, ventiquattresima edizione della corsa e valida come evento dell'UCI Europe Tour 2007 categoria 1.1, si svolse il 22 aprile 2007 su un percorso totale di circa 189,6 km. Fu vinto dal francese Saïd Haddou che terminò la gara in 4h44'28", alla media di 39,991  km/h.
Partenza con 116 ciclisti, dei quali 60 portarono a termine il percorso.

## Ordine d'arrivo (Top 10)
| Pos. | Corridore           | Squadra         | Tempo    |
| ---- | ------------------- | --------------- | -------- |
| 1    | Saïd Haddou         | Bouygues Tél.   | 4h44'28" |
| 2    | Sébastien Chavanel  | F. des Jeux     | s.t.     |
| 3    | Christophe Diguet   | Auber 93        | s.t.     |
| 4    | Stéphane Bonsergent | Bretagne        | s.t.     |
| 5    | Lloyd Mondory       | AG2R Prév.      | s.t.     |
| 6    | Takashi Miyazawa    | Nippo Corp.     | s.t.     |
| 7    | Rony Martias        | Bouygues Tél.   | s.t.     |
| 8    | Pierre Rolland      | Crédit Agricole | s.t.     |
| 9    | Nicolas Roche       | Crédit Agricole | s.t.     |
| 10   | Guillaume Levarlet  | Auber 93        | s.t.     |